# Тирнау (Штирия)
Тирнау (нем. Tyrnau (Steiermark)) — коммуна (нем. Gemeinde) в Австрии, в федеральной земле Штирия.
Входит в состав округа Грац.  Население составляет 156 человек (на 31 декабря 2005 года). Занимает площадь 94,55 км². Официальный код  —  60650.

## Политическая ситуация
Бургомистр коммуны — Роберт фан Астен (АНП) по результатам выборов 2005 года.
Совет представителей коммуны (нем. Gemeinderat) состоит из 9 мест.
- АНП занимает 6 мест.
- СДПА занимает 3 места.